# Casa de la Inquisición
La Casa de la Inquisición es un inmueble de la localidad española de Mengíbar, en la provincia de Jaén. Está incluido en el Catálogo General del Patrimonio Histórico Andaluz.

## Descripción
Se ubica en el número 14 de la calle Jaén, en la localidad jienense de Mengíbar, en Andalucía. De estilo barroco, el inmueble, que data de la segunda mitad del siglo XVII, está formado por un volumen irregular, originariamente de mayores dimensiones, y que a través del tiempo ha sido fragmentado. Actualmente, su interior se encuentra en fase de decadencia, siendo lo más relevante la fachada principal. Presenta un alzado de dos plantas, con parámetros de cal y una portada central realizada en piedra, así como dos ventanas rectangulares a cada lado de dicho acceso.
Esta portada se compone de dos vanos superpuestos. El de la planta baja, con pilastras toscanas y dintel almohadillados, presenta en su clave el escudo del Tribunal de la Inquisición. Por encima de estos elementos se establece un friso liso y una cornisa moldurada, sobre la que se abre una ventana rectangular, adintelada, y con jambas almohadilladas y cajeadas. En sus laterales aparece una interesante ornamentación simétrica, labrada de piedra. Cada lado se organiza en dos cuerpos superpuestos y separados por fajas horizontales: La parte inferior presenta unos tondos con la cruz de la Orden Militar de Calatrava, mientras que la superior muestra espirales y pináculos rematados por bolas. El vano de la ventana se encuentra protegido con reja de tipo de cajón, de hierro forjado; en su cuerpo central y su copete presenta la Cruz de Calatrava y ornamentos a base de flores de cuatro pétalos. La fachada se remata con un sobresaliente alero y una cubierta de teja.
El 24 de abril de 1981 fue incoado expediente para su declaración como Monumento Histórico-Artístico, mediante una resolución, firmada por el entonces director general de Patrimonio Artístico Javier Tusell, publicada en el Boletín Oficial del Estado el 27 de junio de ese mismo año. El 24 de febrero de 1998 fue incluida en el Catálogo General del Patrimonio Histórico Andaluz, mediante una resolución publicada el 21 de mayo de ese mismo año en el Boletín Oficial de la Junta de Andalucía.